# Liste der Kulturgüter in Breil/Brigels
Die Liste der Kulturgüter in Breil/Brigels enthält alle Objekte in der Gemeinde Breil/Brigels im Kanton Graubünden, die gemäss der Haager Konvention zum Schutz von Kulturgut bei bewaffneten Konflikten, dem Bundesgesetz vom 20. Juni 2014 über den Schutz der Kulturgüter bei bewaffneten Konflikten sowie der Verordnung vom 29. Oktober 2014 über den Schutz der Kulturgüter bei bewaffneten Konflikten unter Schutz stehen.
Objekte der Kategorien A und B sind vollständig in der Liste enthalten, Objekte der Kategorie C fehlen zurzeit (Stand: 1. Januar 2023).

## Kulturgüter
| Foto |                                                                                  | Objekt | Kat. | Typ | Standort                                           | Beschreibung |
| ---- | -------------------------------------------------------------------------------- | --- | ---- | --- | -------------------------------------------------- | ------------ |
| ja   | Datei hochladen · Wikidata zu Kapelle St. Eusebius (Q1728423)                    | Kapelle St. Eusebius / Caplutta Sogn Sievi KGS-Nr.: 02883                                                                                | A    | G   | Via Cuort 75 723980 / 181659                       |              |
| ja   | Datei hochladen · Wikidata zu Reformierte Kirche mit Fresken (Q2137129)          | Reformierte Kirche mit Fresken / Baselgia refurmada cun frescos KGS-Nr.: 03415                                                           | A    | G   | Waltensburg/Vuorz, Cadruvi 2 728210 / 182029       |              |
| ja   | Datei hochladen · Wikidata zu Burg Kropfenstein (Q664292)                        | Kropfenstein, mittelalterliche Burgruine / Kropfenstein, ruina da chastè medieval KGS-Nr.: 03419                                         | A    | G   | Waltensburg/Vuorz, Via Priel 726990 / 181199       |              |
| ja   | Datei hochladen · Wikidata zu Burg Jörgenberg (Q682756)                          | Jörgenberg, bronzezeitliche Siedlung, mittelalterliche Burg / Munt Sogn Gieri, culegna dal temp da bronz, chastè medieval KGS-Nr.: 09618 | A    | F   | Waltensburg/Vuorz, Munt Sogn Gieri 729780 / 182439 |              |
| ja   | Datei hochladen · Wikidata zu Galgen von Jörgenberg (Q14559714)                  | Neuzeitliche Richtstätte, Galgen / Fuortgas, furtga dal temp modern KGS-Nr.: 10067                                                       | A    | F   | Waltensburg/Vuorz, Fuortgas 729410 / 182169        |              |
| ja   | Datei hochladen · Wikidata zu Haus Cadonau-Dalbert (Q29785259)                   | Haus Cadonau-Dalbert / Casa Cadonau-Dalbert KGS-Nr.: 03417                                                                               | B    | G   | Waltensburg/Vuorz, Crap Martin 17 727965 / 181832  |              |
| ja   | Datei hochladen · Wikidata zu Haus Wieland (Q29785260)                           | Haus Wieland / Casa Wieland KGS-Nr.: 03418                                                                                               | B    | G   | Waltensburg/Vuorz, Cadruvi 20/22 728150 / 181979   |              |
| ja   | Datei hochladen · Wikidata zu (Q29784579)                                        | Kapelle St. Martin / Caplutta Sogn Martin KGS-Nr.: 10034                                                                                 | B    | G   | Via Cuort 42 723975 / 181394                       |              |
| ja   | Datei hochladen · Wikidata zu Kapelle St. Jakob/Caplutta Sogn Giacun (Q29784578) | Kapelle St. Jakob / Caplutta Sogn Giacun KGS-Nr.: 10725                                                                                  | B    | G   | Via Sogn Giacun 55 723495 / 181000                 |              |
| ja   | Datei hochladen · Wikidata zu Caplutta Sontga Clau (Q1034729)                    | Kapelle St. Nikolaus / Caplutta Sogn Clau KGS-Nr.: 10726                                                                                 | B    | G   | Dardin 721735 / 179944                             |              |